# خليفة العابد
خليفة العابد لاعب مغربي دولي سابق ولد بمدينة القنيطرة سنة 1955 لعب لالنادي القنيطري الذي التحق به موسم 1975/1976 كما لعب للمنتخب المغربي وشارك معه في عدة محافل أبرزها نهائيات كأس العالم 1986 بالمكسيك ويعتبر خليفة من أبرز وأحسن المدافعين الذين حملوا ألوان المنتخب المغربي .

## على المستوى الدولي
التحق خليفة بالمنتخب المغربي عام 1978 حيث لعب بجانب أسماء كبيرة كـ أحمد فرس ... الظلمي ، وكان خليفة يشغل مركز جناح أيمن ذو نوايا هجومية حيث كان يصعد باستمرار لمساندة خط الهجوم ولكن دون التقصير في الواجب الدفاعي، وشارك مع أسود الأطلس في كأس العالم 1986 حيث لعب المباريات الأربع وساهم في تأهل المغرب إلى الدور الثاني كأول منتخب عربي وإفريقي يحقق هذا الإنجاز وكان وراء تمريرة الهدف الثاني في مرمى البرتغال في المباراة التي انتهت بفوز المغرب 3-1 بعد أن مرر تمريرة رائعة حولها عبد الرزاق خيري إلى هدف رائع .